# Yoshi's Woolly World
Yoshi's Woolly World is een zijwaarts-scrollend platformspel. Het is ontwikkeld door Good-Feel en uitgegeven door Nintendo voor de Wii U. Het spel is het zevende deel in de Yoshi-serie, en het eerste spel in de serie dat verscheen op een thuisconsole sinds Yoshi's Story uit 1997. Woolly World werd uitgebracht in Europa op 26 juni 2015, in Japan op 16 juli 2015, en kwam uit in Amerika op 16 oktober 2015.
Een versie voor de 3DS, genaamd Poochy & Yoshi's Woolly World, kwam uit in februari 2017. Het spel bevat alle levels van de Wii U-versie, plus een paar nieuwe. Ook de Wii U-versie kreeg een update waarbij de Poochy-amiibo kan worden gescand.

## Verhaal
In een wollige wereld gevuld met vele wollige Yoshi's, verandert de kwade tovenaar Kamek bijna alle Yoshi's in garenbundels, en verspreidt ze door de wereld. Twee Yoshi's die niet gevangen zijn genomen, gaan op avontuur om Kamek te verslaan en hun wollige vrienden te redden.

## Ontwikkeling
Yoshi's Woolly World werd voor het eerst aangekondigd door de voormalige CEO van Nintendo, Satoru Iwata op 23 januari 2013 onder de werktitel Yarn Yoshi. Er werd bekendgemaakt dat het spel in ontwikkeling was door Good-Feel met ontwikkelaar Takashi Tezuka die meewerkte aan het project.
Het spel werd niet getoond op de E3 van 2013, maar het was speelbaar op de E3 van 2014, waar de releasedatum van "ergens in 2015" werd gegeven.
De muziek werd verzorgd door Tomoyo Tomita en Misaki Asada, met uitzondering van het hoofdthema, dat gemaakt is door Kazumi Totaka.
Het idee van Yoshi's Woolly World kwam van het spel Kirby's Epic Yarn voor de Wii, waarin Dream Land wordt aangevallen door een boze draadtovenaar en Kirby Patchland moet redden.

## Bundel
Speciale edities van het spel zijn gebundeld met een wollige Yoshi-amiibo. Er zijn drie verschillende kleuren van de amiibo; groen, blauw, en roze. In de bundel is de groene Yoshi toegevoegd.

## Ontvangst
| Publicatie   | Score  |
| ------------ | ------ |
| GameRankings | 78.56% |
| Metacritic   | 77/100 |
| GameSpot     | 6/10   |
| IGN          | 7.4/10 |

Yoshi's Woolly World kreeg over het algemeen positieve reviews, met een gemiddelde van 79% op GameRankings en 77/100 op Metacritic.
GameSpot gaf het spel een 6/10, en zei hierover: "dat is de reden waarom Woolly World voor iedereen toegankelijk is, omdat spelers niet verplicht de 'moeilijke route' hoeven te nemen. Maar als je alles uit het spel wilt halen, is de 'moeilijke route' de enige optie. Toch ligt het compleet in jouw handen, welke route je wilt nemen."
IGN gaf het spel een vrij positieve beoordeling, en zei: "Het voelt erg bekend, maar door de grafische stijl blijft het spel fris en aantrekkelijk. Met uitzondering van een paar meesterlijke levels, is Woolly World nogal een vergeetbare ervaring. Er zijn erg gave mechanics in het spel verwerkt, maar we krijgen nooit haar volledige potentie te zien, en bestaan vooral uit het verzamelen van frustrerende collectibles."